# Terroritmo
Terroritmo — итальянский пост-индустриальный проект, образовавшийся в 1991 году. Музыка проекта является ритуальным эмбиентом, сочетающим в себе элементы электроники, нойза, конкретной и экспериментальной музыки и таинственный женский вокал. Тексты группы и визуальная информация говорят о том, что в идеологии проекта
сильны влияния эзотерики, алхимии и ритуалов вуду.
Помимо записи собственных альбомов музыканты Terroritmo участвуют в совместных проектах, так в 2008 и 2009 было записано три альбома (каждый содержит по одному треку длиной около 25 мин.) с японским киберпанк писателем Kenji Siratori. Также Terroritmo приняли участие в записи альбома австрийского проекта Der Blutharsch — Flying High! (трек № 9), и французского проекта Gerostenkorp — Terre Brulée (трек Le Prisme).

## Дискография

### Terroritmo
- Heru Ra Ha (1999)
- Serpenta 10" (2003)
- A°F (2004)
- Premonitions (2006)

### Terroritmo / Kenji Siratori
- Pirty Fear (2008)
- Cadaverica (2009)
- Gankyu (2009)

### В компиляциях
- Various Mouth Of The Night (2006, La Main Gauche Production)
- The Perils Of Paradise 12" (2007, Elitepop)
- We’re Punch Addicted (2008, Punch Records)
- Wrapped In The Guise Of My Friend — Attrition Covered (2009, Two Gods / Wax Trax)